# Théorème de Dirichlet (séries de Fourier)
Pour les articles homonymes, voir Théorème de Dirichlet.
En analyse, le théorème de Dirichlet (ou de Jordan-Dirichlet) est un résultat de convergence ponctuelle pour les séries de Fourier.
Une première version du théorème a été prouvée par Dirichlet en 1829. Faute d'une théorie de l'intégration adéquate, la preuve de Dirichlet ne permet de traiter que des fonctions assez particulières (monotones hors des points d'une subdivision).
Le théorème sera généralisé par Jordan en 1881 pour englober le cas de toutes les fonctions « localement à variation bornée ».

## Énoncé
Soit ƒ une fonction localement intégrable sur {\displaystyle \mathbb {R} } et de période 2π. Soit {\displaystyle x_{0}\in \mathbb {R} }. On suppose que :
- ƒ admet des limites à droite et à gauche en x0, notées ƒ(x0+) et ƒ(x0−) ;
- il existe α > 0 tel que les intégrales suivantes convergent :

{\displaystyle \int _{0}^{\alpha }{\frac {|f(x_{0}+t)-f(x_{0}^{+})|}{t}}{\mathrm {d} }t,\qquad \int _{0}^{\alpha }{\frac {|f(x_{0}-t)-f(x_{0}^{-})|}{t}}{\mathrm {d} }t}.
Alors, la série de Fourier de ƒ converge au point x0 et admet pour limite
{\displaystyle \lim \limits _{n}(S_{n}f(x_{0}))={\frac {f(x_{0}^{+})+f(x_{0}^{-})}{2}}}.
Notamment, le théorème s'applique lorsque la fonction admet des dérivées à droite et à gauche en x0 (sans nécessairement être continue : il s'agit des dérivées à droite et à gauche des restrictions), et en particulier lorsqu'elle est de classe {\displaystyle {\mathcal {C}}^{1}} par morceaux.

### Démonstration
La démonstration du théorème s'appuie sur le fait que la série de Fourier se calcule par produit de convolution avec un polynôme trigonométrique aux propriétés remarquables : le noyau de Dirichlet.
{\displaystyle D_{n}(x)=\sum _{k=-n}^{n}\mathrm {e} ^{\mathrm {i} kx}={\frac {\sin \left(\left(n+{\frac {1}{2}}\right)x\right)}{\sin(x/2)}},}
{\displaystyle S_{n}(f)(x)={\frac {1}{2\pi }}\int _{-\pi }^{\pi }f(t)D_{n}(x-t)dt={\frac {1}{2\pi }}\int _{-\pi }^{\pi }D_{n}(t)f(x-t)dt}
On utilise la seconde écriture du noyau de Dirichlet
{\displaystyle S_{n}(f)(x)={\frac {1}{2\pi }}\int _{-\pi }^{\pi }\sin \left(\left(n+{\frac {1}{2}}\right)t\right){\frac {f(x-t)}{\sin {\frac {t}{2}}}}dt}
Cette écriture est proche de l'application du théorème de Riemann-Lebesgue, mais la fonction {\displaystyle t\mapsto {\frac {f(x-t)}{\sin(t/2)}}} n'est pas intégrable a priori au voisinage de 0. On forme donc (en utilisant le changement de variable t' = –t pour replier la moitié de l'intégrale sur [0,π])
{\displaystyle S_{n}(f)(x)-{\tilde {f}}(x)={\frac {1}{2\pi }}\int _{0}^{\pi }\sin \left(\left(n+{\frac {1}{2}}\right)t\right){\frac {f(x+t)+f(x-t)}{\sin {\frac {t}{2}}}}dt-{\frac {1}{2}}(f(x^{+})+f(x^{-}))}
Puis, en utilisant la valeur moyenne du noyau de Dirichlet Dn, on rentre les constantes dans l'intégrale :
{\displaystyle S_{n}(f)(x)-{\tilde {f}}(x)={\frac {1}{2\pi }}\int _{0}^{\pi }\sin \left(\left(n+{\frac {1}{2}}\right)t\right){\frac {f(x+t)+f(x-t)-f(x^{+})-f(x^{-})}{\sin {\frac {t}{2}}}}dt}
Cette fois le théorème s'applique. Donc l'expression a bien une limite nulle.

## Applications

Formes d'onde sinusoïdale, carrée, triangulaire et en dents de scie.

Le théorème permet de traiter la convergence des séries de Fourier de signaux périodiques discontinus (signal carré, en dents de scie…) en donnant la valeur de la série sur tout le domaine.
Ainsi pour un signal triangulaire, donc continu, le théorème de Dirichlet permet de justifier que la transformée de Fourier de la fonction est égale à la fonction en chaque point, tandis que pour un signal carré, donc discontinu, la transformée de Fourier de la fonction est égale à la fonction en chaque point où la fonction de référence est continue, mais égale à la moyenne des limites à gauche et à droite en chaque discontinuité.